# Weston (Wisconsin)
Pour les articles homonymes, voir Weston.
Weston est un village du comté de Marathon, dans l'État du Wisconsin, aux États-Unis. En 2020, il comptait une population de 15 723 habitants.